# Callistethus cayapo
Callistethus cayapo är en skalbaggsart som beskrevs av Ohaus 1902. Callistethus cayapo ingår i släktet Callistethus och familjen Rutelidae. Inga underarter finns listade.